# Xylobiops basilaris
Xylobiops basilaris is een keversoort uit de familie boorkevers (Bostrichidae). De wetenschappelijke naam van de soort is voor het eerst geldig gepubliceerd in 1824 door Say.